# Acord de Asociere cu Uniunea Europeană
     State membre
     Spațiul Economic European
     Acordul de stabilizare și asociere
     Acordul de asociere
     Acordul de parteneriat și cooperare, Acordul de asociere parafat, în curs de ratificare sau de negocieri
     Uniunea Vamală
     Acordul euro-mediteraneean de instituire a unei asocieri
     Acordul interimar euro-mediteranean de instituire a unei asocieri
     Acordul de cooperare, Acordul euro-mediteranean de instituire a unei asocieri parafat
     Acord de parteneriat și cooperare
     Acordul de parteneriat și cooperare în curs de ratificare
     Alte politici de vecinătate

Acorduri de Asociere ale UE:
State membre
Spațiul Economic European
Acordul de stabilizare și asociere
Acordul de asociere
Acordul de parteneriat și cooperare, Acordul de asociere parafat, în curs de ratificare sau de negocieri
Uniunea Vamală
Acordul euro-mediteraneean de instituire a unei asocieri
Acordul interimar euro-mediteranean de instituire a unei asocieri
Acordul de cooperare, Acordul euro-mediteranean de instituire a unei asocieri parafat
Acord de parteneriat și cooperare
Acordul de parteneriat și cooperare în curs de ratificare
Alte politici de vecinătate

Acordul de Asociere cu Uniunea Europeană este un acord între UE și o țară terță. Tipuri de acorduri de asociere sunt următoarele:
- Acordul de stabilizare și asociere
- Acordul de la Ankara
- Acordul de liber schimb cu Uniunea Europeană.